# فرودگاه شهری کلی اسنتر
فرودگاه شهری کلی اسنتر (به انگلیسی: Clay Center Municipal Airport) یک فرودگاه همگانی بهره‌برداری هوایی است که یک باند فرود آسفالت دارد و طول باند آن ۱۲۸۰ متر است. این فرودگاه در کشور ایالات متحده آمریکا قرار دارد و در ارتفاع ۳۶۸ متری از سطح دریا واقع شده‌است.